# Saint-Moreil
Saint-Moreil – miejscowość i gmina we Francji, w regionie Nowa Akwitania, w departamencie Creuse.
Według danych na rok 1990 gminę zamieszkiwało 287 osób, a gęstość zaludnienia wynosiła 12 osób/km² (wśród 747 gmin Limousin Saint-Moreil plasuje się na 363. miejscu pod względem liczby ludności, natomiast pod względem powierzchni na miejscu 266.).

## Populacja

Populacja Saint-Moreil w latach 1962–2008